# Scandalul Volkswagen
Scandalul Volkswagen a început la 18 septembrie 2015, când Agenția pentru Protecția Mediului a Statelor Unite (EPA) a avertizat producătorul de autoturisme Volkswagen cu privire la programarea frauduloasă a motoarelor diesel TDI produse în intervalul 2009-2015. Acestea respectau normele de poluare în materie de oxizi de azot (NOx) doar în condiții de laborator, ele depășind de până la 35 de ori limita legală în condiții normale de exploatare. EPA consideră acest tip de progamare ilegal, iar VW a admis caracterul fraudulos al practicii. Circa 11 milioane de masini sunt afectate la nivel mondial, inclusiv 500,000 in Statele Unite. 
Volkswagen a devenit ținta unor investigații multiple la nivel mondial, iar prețul acțiunilor companiei a scăzut semnificativ în urma scandalului. Șeful concernului Volkswagen Group, Martin Winterkorn, a demisionat, iar numeroși manageri din vârful ierarhiei Volkswagen au fost suspendați. Compania a anunțat că a pregătit 7.3 miliarde de dolari pentru a rectifica problema, urmând să modifice autovehiculele afectate în cadrul unei campanii internaționale de rechemare în service. În România, Registrul Auto Român a încetat să elibereze documente de înregistrare pentru autoturismele Volkswagen echipate cu motor diesel Euro 5. 
Scandalul a atras atenția asupra cotelor ridicate de poluare ale autovehiculelor cu motor diesel vândute de numeroși producători auto, care în condiții de exploatare normală tind să depășească normele legale de poluare în materie de oxizi de azot. Un studiu realizat de ICCT și ADAC a identificat cele mai mari discrepanțe la Volvo, Renault, Jeep, Hyundai, PSA (Citroen, Peugeot) și Fiat.   Criticii au sugerat că producătorii care folosesc motoare controlate de computere sunt întotdeauna predispuși să încalce legea, o alternativă propusă fiind eliberarea acestor programe în domeniul public. 

## Consecințe

### Consecințe asupra sănătății
New York Times citează estimări conform cărora emisiile au făcut între 40 și 106 de victime în Statele Unite.   Numărul morților este relativ redus în America, deoarece mașinile echipate cu motoare diesel reprezintă sub 1% din totalul autovehiculelor. În Europa, numărul de victime ar putea fi mult mai mare. 
De exemplu, în Londra, unde traficul rutier diesel produce 40% din emisiile NOx, poluarea aerului cauzează peste 3,000 de morți anual.  În acest context, un documentar realizat de Channel 4 în ianuarie 2015 a descris încurajarea prin subvenții guvernamentale a industriei diesel ca o "mare înșelătorie"; programul include mărturia unui fost ministru al guvernului Blair, care a recunoscut că noile reglementări, care au diminuat emisiile de CO2 dar au condus la creșterea oxizilor de azot în mediul urban, au fost o greșeală. 